# 花蓮漁港
花蓮觀光漁港，簡稱花蓮漁港，是一座位於花蓮縣花蓮市花蓮港區內的第二類漁港，其賞鯨休閒碼頭為全國第一座娛樂漁船專用碼頭。由花蓮區漁會管理，為花蓮縣三座漁港中規模最大者。

## 沿革
花蓮漁港之設立實係早於商港，早在1920年代就由當時花蓮港廳廳長江口良三郎，動用經費在今商港之北側名為「鳥踏石」的地方建造突堤並初設漁港。
花蓮港於1963年9月1日升格為國際商港時，漁港即被正式劃進於花蓮港之港域範圍內，與商港從同一港口出海和進入泊區。
之後，復由花蓮港務局(現為臺灣港務花蓮分公司)在港區內劃出一處水深2~3公尺、面積約莫 28,000平方公尺之「小型船渠」南側水域以供漁船停泊，但是扣除航道和海軍、海關以及航港部門工作船等專用泊地後，真正可供漁業用途的泊地僅餘14,000 平方公尺，空間狹隘以致漁船幾近比舷而停，熱鬧非凡卻也擁擠不堪。有鑒於此等不便，臺灣省政府遂於民國八十年代（約1990年代）之初，著手進行先期的漁港建設，重點在於變更船渠開口並新闢有25公尺寬之漁港進出渠道，同時增建突堤碼頭。
1992年省政府又擬「花蓮專用漁港港址選定及整體規劃」方案，將原有之小型船渠擴建為專用漁港；1995年進行細部規劃，並列入臺灣地區漁港建設方案中，自1997年度起分年逐期動工，以紓解斯時漁港用地不足之窘，促進花蓮縣漁業和觀旅事業之發展。凍省改由農委會漁業署納管的花蓮漁港，大力推展「漁港功能多元化」，設立多功能漁業場館，吸引觀光休旅事業在漁港周邊區域投資建設，提昇兼具觀光休旅和文化教育之多重功能。
2011年，花蓮漁港因港內漁船過多造成港區擁擠，花蓮縣政府公告限制漁船筏的設籍，為期兩年。然情況不見好轉，故2013、2018、2020年皆再度限制新漁船的設籍。
2020年12月花蓮觀光漁港獲得漁業署「金鑑漁港」二星殊榮。

## 周邊設施

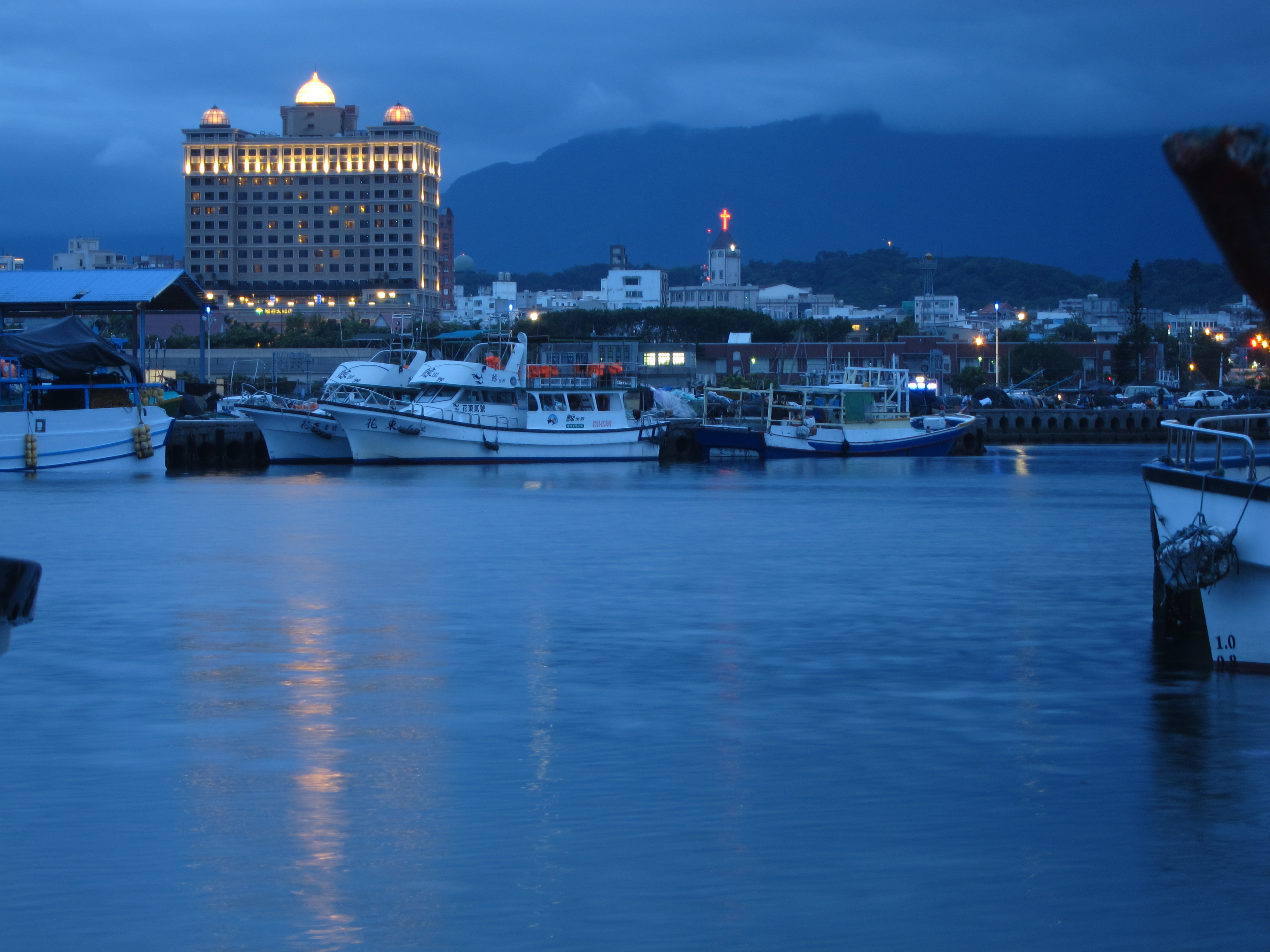
花蓮漁港夜景

- 花蓮港
- 花蓮港車站
- 花蓮觀光漁市[16]
- 向日廣場（原鳥踏石購物廣場）[17][18]
- 花蓮港務分公司
- 花蓮區漁會
- 海洋委員會海巡署東部分署花蓮漁港安檢所
- 花蓮賞鯨旅遊中心
- 花蓮漁港管理站
- 花蓮港濱自行車道

## 外部連結
- 花蓮漁港
- 休閒漁港——花蓮海象 中央氣象局 （页面存档备份，存于）